# Paula Fichtl
Paula Fichtl (* 2. März 1902 in Gnigl; † 8. August 1989 in Oberalm) war Haushälterin der Familie von Sigmund Freud.

## Leben
Paula Fichtls Großvater besitzt die Kirchtagsmühle in Gnigl, ihr Vater ist Schaffner bei der k.k. Eisenbahn; die Mutter verstirbt an einer Lungenkrankheit als Paula sechs Jahre alt ist. Mit zwölf Jahren kommt sie als Aushilfskraft in den Krämerladen des Kaufmanns Oberreiter in Nußdorf am Haunsberg. Mit 17 Jahren wird sie Kindermädchen im Haushalt der Gräfin Blome. Als 24-Jährige bekommt sie eine Stellung als Kindermädchen bei Dorothy Burlingham-Tiffany, die wie die Familie Freud in der Berggasse 19 in Wien wohnt.
Paula Fichtl ging mit 27 Jahren als Dienstmädchen in die Wohnung der Familie Sigmund Freuds einen Stock höher in der Berggasse 19. Sigmund Freud ist damals durch seine Krebserkrankung bereits schwer beeinträchtigt, aber Paulas Gemüsesuppe und das im Sommer selbstgemachte Vanilleeis liebt er über alles. Freuds väterliche Zuneigung zu ihr führt zu Konflikten mit Minna Bernays, der Schwägerin Freuds. 1938 emigrierte sie mit der Familie Freud nach London. Hier bezieht die Familie die Villa Maresfield Gardens Nr. 20. In England ist Paula nach Kriegsbeginn ein enemy alien und wird am 12. Mai 1940 in das Frauengefängnis Holloway und später auf die Isle of Man in das Camp Rushen verfrachtet. Nach einem Jahr kann sie wieder nach Maresfield Gardens zurückkehren. Im April 1947 konnte sie wieder ihre Heimat in Gnigl besuchen, fühle sich hier aber als Fremde und kehrt wieder nach England zu Anna Freud zurück. Hier empfängt sie die Patientinnen Anna Freuds, z. B. die erkranke Marilyn Monroe. Ein großes Erlebnis war für sie die Einladung nach New York am 15. Dezember 1955 zu dem aus Saalfelden stammenden Architekten Simon Schmiderer, der eine Tiffany-Enkelin geheiratet hatte. 1980 verfügt Anna Freud, dass Maresfield Gardens nach ihrem Tod zu einem Freud-Museum umgewandelt werden soll, aber Paula dürfe in dem Haus weiter wohnen. Zudem sollten die Tantiemen aus Freuds deutschsprachigen Büchern an sie gehen.
Nach dem Tod Anna Freuds 1982 kehrte sie nach Österreich zurück und lebt hier im Altenheim Schloss Kahlsperg in Oberalm. Sie ist im Gnigler Friedhof begraben.

## Ehrungen
Ehrenzeichen für Verdienste um die Republik Österreich (1952), verliehen 1980 durch Bruno Kreisky